# Jan Stanislav Štěrba-Böhm
Jan Stanislav Štěrba-Böhm (rojen Jan Stanislav Štěrba), češki kemik, farmacevt in akademik, * 2. november 1874, Sezemice, Češka, † 1. januar 1938, Praga, Češkoslovaška.
Znan je predvsem po sistematičnih raziskavah redko-zemeljskih kovin in njihovih spojin, del katerih je opravil z ženo, Slovenko Ano Jenko, ki je kot prva Slovenka pridobila doktorat iz naravoslovnih znanosti.

## Življenje in delo
Rodil se je v meščanski družini v kraju Sezemice v Pardubiškem okraju. Oče Leopold Štěrba je bil cesarsko-kraljevi častnik v avstrijski vojski, mati Frančiška Marija (roj. Remešova) pa hči učitelja. Pri dveh letih mu je umrla mama, nakar se je oče vnovič poročil z Ano Böhm iz Pardubic. Nekaj let kasneje, ko je bilo Janu Stanislavu pet let, je umrl še njegov oče, zato je zanj odtlej skrbela le mačeha. Leta 1912 ga je tudi uradno posvojila in takrat je k svojemu priimku dodal še njen dekliški priimek.
Po končani nižji gimnaziji leta 1889 je šel za vajenca v lekarno, nato pa vpisal študij farmacije na tedanji Univerzi Karla Ferdinanda (zdaj Karlovi univerzi v Pragi), kjer je leta 1894 pridobil magisterij. Na račun izobrazbe mu je bila naložena skrajšana vojaška obveznost, ki jo je opravil v vojaški bolnišnici v Dubrovniku. Naslednjih nekaj let se je usposabljal v lekarnah v Avstriji in tujini (Italija, Srbija), ter potoval po Bližnjem vzhodu. V vmesnem času je opravil izpite za višjo gimnazijo in kot izredni študent opravljal študij kemije na Filozofski fakulteti v Pragi.
Na prelomu stoletja ga je pot zanesla v Pariz, kjer je v zimskem semestru 1900 študiral na Sorboni in pritegnil pozornost kasnejših nobelovcev Henrija Becquerela ter Henrija Moissana. V laboratoriju z Moissanom in Marie Curie je opravil nekaj študij, ki jih je leta 1903 predložil kot doktorsko disertacijo v Pragi in bil jeseni leta 1903 na filozofski fakulteti Karlove univerze promoviran za doktorja filozofije.
Po tistem se je usposabljal pri kasnejšem nobelovcu Wilhelmu Ostwaldu in njegovem sodelavcu Robertu Luthru v Leipzigu, nato pa se je vrnil v Prago in asistiral profesorju Bohuslavu Braunerju pri raziskavah redko-zemeljskih kovin. Leta 1908 je postal docent in sprva predaval zgodovino kemije, a je ohranil zanimanje za fizikalno kemijo in nadaljeval z raziskavami tudi po Braunerjevi upokojitvi. Leta 1913 je postal izredni in po koncu prve svetovne vojne leta 1919 še redni profesor farmacevtske ter anorganske kemije v Pragi. Med vojno je v njegovem laboratoriju deloval kasnejši nobelovec Jaroslav Heyrovský, ki se je ukvarjal z raziskavami elektrokemije.
Poleg rutinskega dela na področju farmacije, kjer je prispeval k češki farmakopeji, je opravil vrsto raziskav manj znanih spojin cerija, skandija in germanija ter redno objavljal izsledke v čeških in francoskih revijah. Poleg tega se je ukvarjal z zdravilnimi učinkovinami, med njimi bizmutovimi spojinami, derivati salicilne kisline in rastlinskimi ekstrakti, ter objavljal biografske prispevke. V letih 1928 in 1929 je opravljal tudi funkcijo dekana Naravoslovne fakultete.

### Zasebno življenje
Kot predavatelj zgodovine kemije na Filozofski fakulteti je spoznal Ano Jenko, prvo Slovenko, ki je opravljala doktorski študij naravoslovja. Poročila sta se konec leta 1912 v Ljubljani in dve leti kasneje se jima je rodil sin Jan Petr Štěrba-Böhm. Žena se po doktoratu ni posvetila samostojni znanstveni karieri, temveč je sodelovala pri njegovih raziskavah, pri katerih je bila po navadi tistega časa navedena zgolj kot sodelavka in ne kot polnopravna soavtorica. Tudi sin je šel po očetovih stopinjah in doktoriral pod njegovim mentorstvom leta 1937 ter prav tako sodeloval pri raziskavah redko-zemeljskih kovin.
Žena Ana je umrla leta 1936 za rakom, dve leti kasneje pa tudi Jan Stanislav. Leta 1942 je umrl še njun sin Jan Petr.

## Priznanja
Izvoljen je bil za člana več akademskih in strokovnih ustanov, med njimi Kraljevega češkega društva učenjakov (predhodnika današnje Akademije znanosti Češke republike) in Mednarodne zveze farmacevtov. Znanstvena združenja Francije, Poljske, Jugoslavije in Bolgarije so ga imenovala za častnega tujega člana.